# Das verratene Meer
Das verratene Meer (título original en alemán; en español, El mar traicionado) es una ópera en dos partes y 14 escenas, con música de Hans Werner Henze y libreto en alemán de Hans-Ulrich Treichel, basado en la novela de Yukio Mishima El marino que perdió la gracia del mar. Se estrenó en la Ópera Alemana de Berlín el 5 de mayo de 1990, cuando fue dirigida por Markus Stenz y producida por Götz Friedrich.
Compuesta entre 1986 y 1989, es la novena ópera de Henze, la tercera que escribió para la Deutsche Oper en Berlín. Es una ópera poco representada en la actualidad; en las estadísticas de Operabase aparece con sólo 2 representaciones en el período 2005-2010.

## Personajes
| Personaje                                      | Tesitura      | Reparto del estreno, 5 de mayo de 1990 (Director: Markus Stenz)                                                                         |
| ---------------------------------------------- | ------------- | --- |
| Fusako Kuroda, una viuda de 33 años            | soprano       | Stephanie Sundine/Beverly Morgan (Sundine actuaba mientras Morgan cantaba, debido a la enfermedad de Sundine en el momento del estreno) |
| Noboru, su hijo de 13 años, n.º 3 en la banda  | tenor         | Clemente Bieber |
| Ryuji Tsukazaki, oficial de la marina mercante | barítono      | Andreas Schmidt |
| Oficial de cubierta                            | bajo-barítono | |
| Miembro de la banda n.º 1                      | barítono      | Martin Gantner |
| Miembro de la banda n.º 2                      | contratenor   | |
| Miembro de la banda n.º 4                      | barítono      | |
| Miembro de la banda n.º 5                      | bajo-barítono | |